# Анијер ла Жиро
Анијер ла Жиро (фр. Asnières-la-Giraud) је насеље и општина у западној Француској у региону Поату-Шарант, у департману Приморски Шарант која припада префектури Saint-Jean-d'Angély.
По подацима из 2011. године у општини је живело 935 становника, а густина насељености је износила 50,16 становника/km². Општина се простире на површини од 18,64 km². Налази се на средњој надморској висини од 49 метара (максималној 82 m, а минималној 22 m).

## Демографија
| 1962. | 1968. | 1975. | 1982. | 1990. | 1999. | 2011. |
| ----- | ----- | ----- | ----- | ----- | ----- | ----- |
| 726   | 767   | 704   | 748   | 817   | 875   | 935   |

График промене броја становника у току последњих година